# 沙赫特-奥多夫
沙赫特-奥多夫是德国石勒苏益格－荷尔斯泰因州的一个市镇。总面积6.52平方公里，总人口4450人，其中男性2163人，女性2287人（2011年12月31日），人口密度683人/平方公里。